# GF World Cup 2009
GF World Cup 2009 var den femte udgave af turneringen. Den blev afholdt i NRGi Arena i Århus og havde deltagelse af otte hold. De forsvarende mestre var Norge, der vandt den foregående udgave af turneringen. Turneringen blev vundet af Rumænien, der vandt finalen med 28-27 over de forsvarende mestre, Norge.

## Indledende runde

### Gruppe 1
| Gruppe 1 | Gruppe 1 | Gruppe 1 | Gruppe 1 |
| Dato     | Hold 1   | Hold 2   | Resultat |
| -------- | -------- | -------- | -------- |
| 22.09    | Sverige  | Rusland  | 25-23    |
| 22.09    | Danmark  | Rumænien | 22-28    |
| 23.09    | Rusland  | Rumænien | 35-25    |
| 23.09    | Danmark  | Sverige  | 25-24    |
| 24.09    | Rumænien | Sverige  | 41-24    |
| 24.09    | Danmark  | Rusland  | 25-22    |

| Gruppe 1 | Gruppe 1 | Gruppe 1 | Gruppe 1 |
| Hold     | Kampe    | Mål      | Point    |
| -------- | -------- | -------- | -------- |
| Rumænien | 3        | 94-81    | 4        |
| Danmark  | 3        | 72-74    | 4        |
| Sverige  | 3        | 73-89    | 2        |
| Rusland  | 3        | 80-75    | 2        |

### Gruppe 2
| Gruppe 2 | Gruppe 2 | Gruppe 2 | Gruppe 2 |
| Dato     | Hold 1   | Hold 2   | Resultat |
| -------- | -------- | -------- | -------- |
| 22.09    | Ungarn   | Tyskland | 26-30    |
| 22.09    | Frankrig | Norge    | 24-29    |
| 23.09    | Tyskland | Frankrig | 27-21    |
| 23.09    | Norge    | Ungarn   | 33-13    |
| 24.09    | Frankrig | Ungarn   | 16-24    |
| 24.09    | Norge    | Tyskland | 26-25    |

| Gruppe 2 | Gruppe 2 | Gruppe 2 | Gruppe 2 |
| Hold     | Kampe    | Mål      | Point    |
| -------- | -------- | -------- | -------- |
| Norge    | 3        | 88-62    | 6        |
| Tyskland | 3        | 82-73    | 4        |
| Ungarn   | 3        | 63-79    | 2        |
| Frankrig | 3        | 61-80    | 0        |

## Slutkampe
| Semifinaler | Semifinaler | Semifinaler | Semifinaler |
| Dato        | Hold 1      | Hold 2      | Resultat    |
| ----------- | ----------- | ----------- | ----------- |
| 26.09       | Rumænien    | Tyskland    | 30-24       |
| 26.09       | Danmark     | Norge       | 20-24       |

| Bronzekamp og finale | Bronzekamp og finale | Bronzekamp og finale | Bronzekamp og finale |
| Dato                 | Hold 1               | Hold 2               | Resultat             |
| -------------------- | -------------------- | -------------------- | -------------------- |
| 27.09                | Danmark              | Tyskland             | 34-36                |
| 27.09                | Norge                | Rumænien             | 27-28                |

## Slutplaceringer
| World Cup 2009 | World Cup 2009                        |
| -------------- | ------------------------------------- |
| Guld           | Rumænien                              |
| Sølv           | Norge                                 |
| Bronze         | Tyskland                              |
| 4.             | Danmark                               |
| 5.- 8.         | Sverige · Rusland · Ungarn · Frankrig |